# Spirydon (prawosławny patriarcha Antiochii)
Spirydon (ur. 1839, zm. 1921) – prawosławny patriarcha Antiochii w latach 1892–1898.